# Parasalpinia laosensis
Parasalpinia laosensis là một loài bọ cánh cứng trong họ Cerambycidae.